# Xã Deer Creek, Quận Carroll, Indiana
Xã Deer Creek (tiếng Anh: Deer Creek Township) là một xã thuộc quận Carroll, tiểu bang Indiana, Hoa Kỳ. Năm 2010, dân số của xã này là 4.571 người.